# 色彩理论 (歌德)
《色彩理论》是德国诗人约翰·沃尔夫冈·冯·歌德（Johann Wolfgang von Goethe）于1810年出版发布的书籍，用于以人为中心的色彩感知分析。歌德在书中提出了最著名的色环之一，该色环具有三种原色：洋红色，黄色和蓝色，所采用的是减法混色，也是最早提出的的三原色雏形，之后，約翰尼斯·伊登在1920年所著的《色彩论》中提出伊登十二色环正式形成红黄蓝（红色，黄色，蓝色）三原色理论。两人的三原色混色在现在看来都有所偏差，现在减法混色色彩的三原色是洋红色，黄色和青色。

## 内容
这本书中的许多方面与牛顿的理论相反，但两人的理论在某种意义上都是正确的，只是所站的角度不同罢了。
歌德所描述的三原色如何混合采用的是减法混色，组合不同的颜料最终会成为黑色颜料，这是站在了绘画的角度进行的研究。而牛顿所描述的光谱颜色如何混合，采用的是加法混色，混合不同颜色的光最终会形成白光，这是站在物理光学的角度所得出的。

## 影响
在现在，最知名的色彩空间之一CMYK就是根据减法混色的方式进行叠加的，其对应歌德的理论，常用于现代纸制品中色彩的印刷。另一知名的色彩空间RGB则是根据牛顿的加法混色的方式进行叠加的，现在常用于计算机色彩学领域。